# Liste der Geotope im Landkreis Waldshut
Diese sortierbare Liste der Geotope im Landkreis Waldshut enthält die Geotope des baden-württembergischen Landkreises Waldshut, die amtlichen Bezeichnungen für Namen und Nummern sowie deren geographische Lage. Die Geotope sind im Geotop-Kataster Baden-Württemberg dokumentiert und umfassen Aufschlüsse von Gesteinen, Böden, Mineralien und Fossilien sowie besondere Landschaftsteile.

## Liste
Im Landkreis sind 191 Geotope (Stand 9. April 2022) vom Landesamt für Geologie, Rohstoffe und Bergbau (LGRB) ausgewiesen:
| Steckbrief Nr. (PDF) | Name                                                                                 | Geotoptyp          | Gemeinde/Stadt, Gemarkung                          | Koordinaten                     | Bild | Bemerkungen |
| -------------------- | ------------------------------------------------------------------------------------ | ------------------ | -------------------------------------------------- | ------------------------------- | ---- | --- |
| 4863                 | Kiesenbacher Felsen, Albbruck                                                        | Aufschluss         | Albbruck                                           | 47° 35′ 43,6″ N, 8° 8′ 47,5″ O  |      | Geologische Einheit: Paragneismetatexite Status: geschützt (Naturdenkmal Kiesenbacher Felsen)                                  |
| 4864                 | Findlinge vor dem ehemaligen Kinderheim Stieg, Albbruck-Unteralpfen                  | Findling           | Albbruck Gemarkung Unteralpfen                     | 47° 39′ 23,5″ N, 8° 6′ 46,1″ O  |      | Geologische Einheit: Granit Status: geschützt (Naturdenkmal 2 Erratische Blöcke aus Granit)                                    |
| 4865                 | Findling am Pass zwischen Stubenberg und Ettenberg, Albbruck-Unteralpfen             | Findling           | Albbruck Gemarkung Unteralpfen                     | 47° 38′ 19,3″ N, 8° 8′ 8,1″ O   |      | Geologische Einheit: Granit Status: geschützt (Naturdenkmal Kleiner Granitblock am Pass)                                       |
| 4866                 | Felsaufschlüsse am linken Ufer des Lotenbachs, 200 m SW vom Parkplatz Schattenmühle  | Aufschluss         | Bonndorf im Schwarzwald Gemarkung Boll             | 47° 50′ 31,6″ N, 8° 18′ 57,7″ O |      | Geologische Einheit: Rhyolith Status: mit geschützt (NSG Wutachschlucht)                                                       |
| 4867                 | Unterer Lotenbach-Wasserfall                                                         | Wasserfall         | Bonndorf im Schwarzwald Gemarkung Boll             | 47° 50′ 31,6″ N, 8° 18′ 54,9″ O |      | Geologische Einheit: Granit Status: mit geschützt (NSG Wutachschlucht)                                                         |
| 4868                 | Durchlöcherter Stein ca. 400 m ESE der neuen Dietfurter Brücke                       | Felsformation      | Bonndorf im Schwarzwald Gemarkung Boll             | 47° 50′ 33″ N, 8° 21′ 5,7″ O    |      | Geologische Einheit: Oberer Muschelkalk Status: mit geschützt (NSG Wutachschlucht)                                             |
| 4869                 | Eisbärenhöhle ESE der neuen Dietfurter Brücke                                        | Höhle              | Bonndorf im Schwarzwald Gemarkung Boll             | 47° 50′ 31,1″ N, 8° 21′ 12,9″ O |      | Geologische Einheit: Grenzbereich Mittlerer Muschelkalk Oberer Muschelkalk Status: mit geschützt (NSG Wutachschlucht)          |
| 4870                 | Höhle Erdloch ca. 350 m N der ehemaligen Anlage Bad Boll                             | Höhle              | Bonndorf im Schwarzwald Gemarkung Boll             | 47° 50′ 38″ N, 8° 21′ 32,5″ O   |      | Geologische Einheit: Oberer Muschelkalk Status: mit geschützt (NSG Wutachschlucht)                                             |
| 4871                 | Knochenloch und Großloch ca. 400 m NNE der ehemaligen Anlage Bad Boll                | Höhlen             | Bonndorf im Schwarzwald Gemarkung Boll             | 47° 50′ 34,2″ N, 8° 21′ 44,1″ O |      | Geologische Einheit: Oberer Muschelkalk Status: mit geschützt (NSG Wutachschlucht)                                             |
| 4872                 | Felswand ca. 600 m östl. von Boll                                                    | Felsformation      | Bonndorf im Schwarzwald Gemarkung Boll             | 47° 50′ 19″ N, 8° 21′ 59,2″ O   |      | Geologische Einheit: Oberer Muschelkalk Status: mit geschützt (NSG Wutachschlucht)                                             |
| 4873                 | Felsböschung im Bereich des Tannegger Bachs 750 m E von Boll                         | Aufschluss         | Bonndorf im Schwarzwald Gemarkung Boll             | 47° 50′ 19,1″ N, 8° 22′ 11,2″ O |      | Geologische Einheit: Grenzbereich Mittlerer Muschelkalk Oberer Muschelkalk Status: mit geschützt (NSG Wutachschlucht)          |
| 4874                 | Dolinenfeld Gewann Buckleten, Bonndorf im Schwarzwald                                | Dolinen            | Bonndorf im Schwarzwald                            | 47° 49′ 18,8″ N, 8° 21′ 56,6″ O |      | Geologische Einheit: Oberer Muschelkalk Status: geschützt (Naturdenkmal Doline)                                                |
| 4875                 | Wasserfall (mittlerer Fall) in der Lotenbachklamm, Bonndorf im Schwarzwald           | Wasserfall         | Bonndorf im Schwarzwald Gemarkung Gündelwangen     | 47° 50′ 26,4″ N, 8° 18′ 54″ O   |      | Geologische Einheit: Gneis und Granit Status: mit geschützt (NSG Wutachschlucht)                                               |
| 4876                 | Horbacher Moor NW von Dachsberg-Horbach                                              | Moor               | Dachsberg (Südschwarzwald) Gemarkung Wittenschwand | 47° 44′ 25″ N, 8° 6′ 20,3″ O    |      | Geologische Einheit: ? Status: mit geschützt (NSG Horbacher Moor)                                                              |
| 4877                 | Höllbach-Wasserfälle, Görwihl                                                        | Wasserfall         | Görwihl                                            | 47° 38′ 45,9″ N, 8° 5′ 18,5″ O  |      | Geologische Einheit: Granit Status: geschützt (Naturdenkmal Höllbachwasserfälle)                                               |
| 4878                 | Fohrenmoos ca. 1200 m E von Wehrhalden                                               | Moor               | Görwihl Gemarkung Strittmatt                       | 47° 42′ 13,1″ N, 8° 1′ 25,1″ O  |      | Geologische Einheit: ? Status: mit geschützt (NSG Kirchspielwald-Ibacher Moos)                                                 |
| 4879                 | Findlingsgruppe, Grafenhausen                                                        | Findlinge          | Grafenhausen                                       | 47° 47′ 29,7″ N, 8° 15′ 39,3″ O |      | Geologische Einheit: Granit Status: geschützt (Naturdenkmal Findlingsgruppe (Ca. 20 Granitblöcke bis 5 m Größe))               |
| 4880                 | Findling, Grafenhausen                                                               | Findling           | Grafenhausen                                       | 47° 47′ 25,1″ N, 8° 15′ 25,4″ O |      | Geologische Einheit: Granit Status: mit geschützt (NSG Schlüchtsee)                                                            |
| 4881                 | Findlingsgruppe am Schlüchtsee, Grafenhausen                                         | Findlinge          | Grafenhausen                                       | 47° 47′ 20,6″ N, 8° 15′ 29,3″ O |      | Geologische Einheit: Schluchsee-Granit Status: mit geschützt (NSG Schlüchtsee)                                                 |
| 4882                 | Findlingsgruppe bei Grafenhausen                                                     | Findlinge          | Grafenhausen                                       | 47° 47′ 22,6″ N, 8° 15′ 42,3″ O |      | Geologische Einheit: Schluchsee-Granit Status: geschützt (Naturdenkmal Findlingsgruppe)                                        |
| 4883                 | Felsgruppe Diehlsruhe (Säntisblick), Grafenhausen                                    | Findlinge          | Grafenhausen                                       | 47° 47′ 12,7″ N, 8° 16′ 55,9″ O |      | Geologische Einheit: Schluchsee-Granit Status: geschützt (Naturdenkmal Findlingsgruppe Dielsruhe)                              |
| 4884                 | Kameradenfelsen, Grafenhausen                                                        | Findlinge          | Grafenhausen                                       | 47° 47′ 5,7″ N, 8° 17′ 12,8″ O  |      | Geologische Einheit: Schluchsee-Granit Status: geschützt (Naturdenkmal Kameradenfelsen)                                        |
| 4885                 | Brunnmättlemoos im Kirchspielwald                                                    | Moor               | Herrischried Gemarkung Wehrhalden                  | 47° 42′ 36,7″ N, 8° 1′ 14,2″ O  |      | Geologische Einheit: ? Status: mit geschützt (NSG Kirchspielwald-Ibacher Moos)                                                 |
| 4886                 | Höchenschwander Moor S von Höchenschwand                                             | Moor               | Höchenschwand                                      | 47° 43′ 46,3″ N, 8° 10′ 8,9″ O  |      | Geologische Einheit: ? Status: mit geschützt (NSG Höchenschwander Moor)                                                        |
| 4887                 | Tiefenhäuser Moor ca. 1200 m N von Tiefenhäusern                                     | Moor               | Höchenschwand Gemarkung Tiefenhäusern              | 47° 42′ 45,8″ N, 8° 8′ 50,7″ O  |      | Geologische Einheit: ? Status: mit geschützt (NSG Tiefenhäuser Moos)                                                           |
| 4888                 | Findling Rote Fluh, Hohentengen am Hochrhein                                         | Findling           | Hohentengen am Hochrhein                           | 47° 34′ 57,4″ N, 8° 24′ 43″ O   |      | Geologische Einheit: Sandstein Status: geschützt (Naturdenkmal Rote Fluh, erratischer Block)                                   |
| 4889                 | Sagenstein, Hohentengen am Hochrhein                                                 | Felsformation      | Hohentengen am Hochrhein Gemarkung Lienheim        | 47° 34′ 41,2″ N, 8° 23′ 32,4″ O |      | Geologische Einheit: Oberjura Status: geschützt (Naturdenkmal Sagenstein (Rheinufer zw. Lienheim u. Hohentengen))              |
| 4890                 | Niedermoor ca. 500 m ESE vom Zollamt Wangental                                       | Moor               | Jestetten                                          | 47° 38′ 30,3″ N, 8° 32′ 8,1″ O  |      | Geologische Einheit: ? Status: mit geschützt (NSG Kapellenhalde - Wüster See)                                                  |
| 4891                 | Kadelburger Lauffen, Küssaberg                                                       | Aufschluss         | Küssaberg Gemarkung Kadelburg                      | 47° 36′ 49,3″ N, 8° 15′ 43,5″ O |      | Geologische Einheit: Oberer Muschelkalk Status: mit geschützt (NSG Kadelburger Lauffen-Wutachmündung)                          |
| 4982                 | Endmoränenwälle Menzenschwander Kluse, St.Blasien-Menzenschwand                      | Landschaftselement | St. Blasien Gemarkung Menzenschwand                | 47° 50′ 57,5″ N, 8° 3′ 38,2″ O  |      | Geologische Einheit: ? Status: mit geschützt (NSG Feldberg)                                                                    |
| 4893                 | Menzenschwander Wasserfall, St. Blasien-Menzenschwand                                | Wasserfall         | St. Blasien Gemarkung Menzenschwand                | 47° 50′ 22,6″ N, 8° 3′ 45,5″ O  |      | Geologische Einheit: Granit Status: mit geschützt (NSG Feldberg)                                                               |
| 4894                 | Kar Scheibenlechtenmoos, St. Blasien-Menzenschwand                                   | Kar                | St. Blasien Gemarkung Menzenschwand                | 47° 49′ 50,4″ N, 8° 2′ 55,2″ O  |      | Geologische Einheit: Granit Status: mit geschützt (NSG Feldberg)                                                               |
| 4895                 | Waldstraße am Hang S des Krunkelbachtals                                             | Aufschluss         | St. Blasien Gemarkung Menzenschwand                | 47° 50′ 8″ N, 8° 2′ 23,6″ O     |      | Geologische Einheit: Granit dann paläozoische Schiefer Status: mit geschützt (NSG Feldberg)                                    |
| 4896                 | Krunkelbachtal NW von Menzenschwand-Hinterdorf                                       | Bergwerk           | St. Blasien Gemarkung Menzenschwand                | 47° 50′ 20,1″ N, 8° 2′ 47,4″ O  |      | Geologische Einheit: Uranerz im Granit Status: mit geschützt (NSG Feldberg)                                                    |
| 4897                 | Burgfelsen der Ruine Blumegg, Stühlingen                                             | Felsformation      | Stühlingen Gemarkung Blumegg                       | 47° 48′ 20,3″ N, 8° 30′ 0,8″ O  |      | Geologische Einheit: Oberer Muschelkalk Status: mit geschützt (NSG Wutachflühen)                                               |
| 4898                 | Kalktuffhöhle, Stühlingen                                                            | Höhle              | Stühlingen Gemarkung Blumegg                       | 47° 47′ 48,8″ N, 8° 29′ 29,4″ O |      | Geologische Einheit: Kalktuff Status: mit geschützt (NSG Wutachflühen)                                                         |
| 4899                 | Grosser Stein, Rickenbach                                                            | Felsformation      | Rickenbach Gemarkung Hütten                        | 47° 37′ 24,6″ N, 7° 56′ 25,4″ O |      | Geologische Einheit: Albtal-Granit Status: geschützt (Naturdenkmal Großer Stein)                                               |
| 4900                 | Solfelsen (aufgelassener Pelzkappenstein), Rickenbach                                | Felsformation      | Rickenbach Gemarkung Willaringen                   | 47° 36′ 3,1″ N, 7° 56′ 39,1″ O  |      | Geologische Einheit: Albtal-Granit Status: geschützt (Naturdenkmal Solfelsen)                                                  |
| 4901                 | Jungholzer Felsen, Rickenbach                                                        | Felsformation      | Rickenbach Gemarkung Willaringen                   | 47° 35′ 10,4″ N, 7° 56′ 49,7″ O |      | Geologische Einheit: Albtal-Granit Status: geschützt (Naturdenkmal Jungholzerfelsen)                                           |
| 4902                 | Berau-Halde, Witznau                                                                 | Landschaftselement | Ühlingen-Birkendorf Gemarkung Berau                | 47° 41′ 43,4″ N, 8° 14′ 22,7″ O |      | Geologische Einheit: Granit Status: mit geschützt (NSG Schwarza-Schlücht-Tal)                                                  |
| 4903                 | Felsböschung an der Straße Witznau-Berau                                             | Aufschluss         | Ühlingen-Birkendorf Gemarkung Berau                | 47° 41′ 6,6″ N, 8° 15′ 31,3″ O  |      | Geologische Einheit: St. Blasien-Granit mit Granitporphyr Status: mit geschützt (NSG Schwarza-Schlücht-Tal)                    |
| 4904                 | Falkenstein, Ühlingen-Birkendorf                                                     | Felsformation      | Ühlingen-Birkendorf Gemarkung Berau                | 47° 41′ 10,3″ N, 8° 15′ 51,4″ O |      | Geologische Einheit: Granitporphyr Status: geschützt (Naturdenkmal Der Falkenstein)                                            |
| 4905                 | Schwedenfelsen, Ühlingen-Birkendorf                                                  | Felsformation      | Ühlingen-Birkendorf Gemarkung Berau                | 47° 41′ 35,9″ N, 8° 16′ 46,6″ O |      | Geologische Einheit: Granitporphyr Status: geschützt (Naturdenkmal Der Schwedenfelsen)                                         |
| 4906                 | Umgebung der Burgruine Allmut bei Aichen, Waldshut-Tiengen                           | Felsformation      | Waldshut-Tiengen Gemarkung Aichen                  | 47° 41′ 17,7″ N, 8° 16′ 38,3″ O |      | Geologische Einheit: St. Blasien-Granit Status: geschützt                                                                      |
| 4907                 | Haselbachfall mit Teufelskessel bei Indlekofen, Waldshut-Tiengen                     | Wasserfall         | Waldshut-Tiengen Gemarkung Indlekofen              | 47° 39′ 54″ N, 8° 12′ 58″ O     |      | Geologische Einheit: Gneis Status: geschützt                                                                                   |
| 4908                 | Haselbachfall, Gurtweil                                                              | Wasserfall         | Waldshut-Tiengen Gemarkung Gurtweil                | 47° 39′ 3,6″ N, 8° 14′ 45,6″ O  |      | Geologische Einheit: Paragneis Status: geschützt                                                                               |
| 4909                 | Findling in Oberalpfen, Waldshut-Tiengen                                             | Findling           | Waldshut-Tiengen Gemarkung Oberalpfen              | 47° 39′ 30,7″ N, 8° 8′ 27,1″ O  |      | Geologische Einheit: Gneis Status: geschützt (Naturdenkmal Gneisblock auf Buntsandstein)                                       |
| 4910                 | Langer Stein, Waldshut-Tiengen                                                       | Felsformation      | Waldshut-Tiengen Gemarkung Tiengen                 | 47° 37′ 38,8″ N, 8° 16′ 30,7″ O |      | Geologische Einheit: Nagelfluh Status: geschützt (Naturdenkmal Der Lange Stein)                                                |
| 4911                 | Hangböschung im Häuelgraben ca. 1000 m NNE vom N-Ende des Wehra-Stausees             | Aufschluss         | Wehr                                               | 47° 39′ 54″ N, 7° 55′ 37,8″ O   |      | Geologische Einheit: Lamprophyr Status: mit geschützt (NSG Bannwald Wehratal)                                                  |
| 4912                 | Wildenstein, Wehr                                                                    | Felsformation      | Wehr                                               | 47° 40′ 13,7″ N, 7° 56′ 1,4″ O  |      | Geologische Einheit: Migmatit Status: geschützt (Naturdenkmal Wildenstein)                                                     |
| 4913                 | Kaiserfelsen, Wehr                                                                   | Felsformation      | Wehr                                               | 47° 40′ 4,7″ N, 7° 56′ 14″ O    |      | Geologische Einheit: Migmatit Status: geschützt (Naturdenkmal Der Kaiserfelsen)                                                |
| 4914                 | Findling Erdbeerstein, Wehr                                                          | Findling           | Wehr                                               | 47° 38′ 21,1″ N, 7° 55′ 36,4″ O |      | Geologische Einheit: Albtal-Granit Status: geschützt (Naturdenkmal Erdbeerstein)                                               |
| 4915                 | Karstquelle im Haseltal, Wehr                                                        | Quelle             | Wehr                                               | 47° 38′ 17,2″ N, 7° 53′ 50,6″ O |      | Geologische Einheit: ? Status: geschützt (Naturdenkmal Karstquelle im Haseltal)                                                |
| 4916                 | Klingenfelsen, Wehr                                                                  | Felsformation      | Wehr                                               | 47° 37′ 37″ N, 7° 56′ 0,3″ O    |      | Geologische Einheit: Albtal-Granit Status: geschützt (Naturdenkmal Klingenfelsen)                                              |
| 4917                 | Felssteig im Zuge des Ludwig-Neumann-Wegs ca. 200 m E der Schurhammerhütte           | Landschaftselement | Wutach Gemarkung Ewattingen                        | 47° 50′ 33,6″ N, 8° 23′ 54″ O   |      | Geologische Einheit: Oberer Muschelkalk Status: mit geschützt (NSG Wutachschlucht)                                             |
| 4918                 | Felsböschung 300 m NE der Einmündung des Immenlochs                                  | Aufschluss         | Wutach Gemarkung Ewattingen                        | 47° 50′ 44,4″ N, 8° 24′ 16″ O   |      | Geologische Einheit: Unterer Muschelkalk Status: mit geschützt (NSG Wutachschlucht)                                            |
| 4919                 | Prallhang der Wutach mit Versickerungsstellen                                        | Aufschluss         | Wutach Gemarkung Ewattingen                        | 47° 50′ 54,2″ N, 8° 24′ 26,9″ O |      | Geologische Einheit: Oberer Muschelkalk Status: mit geschützt (NSG Wutachschlucht)                                             |
| 4920                 | Prallhang der Wutach am Rümmelesteg                                                  | Aufschluss         | Wutach Gemarkung Ewattingen                        | 47° 51′ 0,4″ N, 8° 24′ 39,9″ O  |      | Geologische Einheit: Oberer Muschelkalk Status: mit geschützt (NSG Wutachschlucht)                                             |
| 4921                 | Felsensteig westl. des Elzbeergrabens mit Austrittsstellen                           | Aufschluss         | Wutach Gemarkung Ewattingen                        | 47° 51′ 9″ N, 8° 25′ 25″ O      |      | Geologische Einheit: Oberer Muschelkalk Status: mit geschützt (NSG Wutachschlucht)                                             |
| 4922                 | Felsensteig ca. 100 m E der Mündung des Elzbeergrabens                               | Aufschluss         | Wutach Gemarkung Ewattingen                        | 47° 51′ 12″ N, 8° 25′ 37,4″ O   |      | Geologische Einheit: Oberer Muschelkalk Status: mit geschützt (NSG Wutachschlucht)                                             |
| 4923                 | Felsböschung W vom Hörnle                                                            | Aufschluss         | Wutach Gemarkung Ewattingen                        | 47° 51′ 5″ N, 8° 26′ 12,2″ O    |      | Geologische Einheit: Oberer Muschelkalk Status: mit geschützt (NSG Wutachschlucht)                                             |
| 4924                 | Felsböschung am rechten Talhang gegenüber der Gauchachmündung                        | Aufschluss         | Wutach Gemarkung Ewattingen                        | 47° 51′ 12,9″ N, 8° 26′ 22,2″ O |      | Geologische Einheit: Oberer Muschelkalk Status: mit geschützt (NSG Wutachschlucht)                                             |
| 4925                 | Wegböschung NE vom Hörnle                                                            | Aufschluss         | Wutach Gemarkung Ewattingen                        | 47° 51′ 4,5″ N, 8° 26′ 26,1″ O  |      | Geologische Einheit: Grenzbereich Oberer Muschelkalk Unterer Keuper Status: mit geschützt (NSG Wutachschlucht)                 |
| 4926                 | Felssteig im Zuge des Ludwig-Neumann-Wegs N von Pkt. 687,5                           | Aufschluss         | Wutach Gemarkung Münchingen                        | 47° 50′ 23″ N, 8° 23′ 3,1″ O    |      | Geologische Einheit: Oberer Muschelkalk Status: mit geschützt (NSG Wutachschlucht)                                             |
| 4927                 | Kaskadenartiger Wasserfall im Verlauf des Rüttebächles                               | Wasserfall         | Todtmoos                                           | 47° 45′ 24,6″ N, 8° 0′ 23,9″ O  |      | Geologische Einheit: Geologische Einheit: ? Status: geschützt (Naturdenkmal Kaskadenartiger Wasserfall im Verl. d. Rüttebachs) |
| 4928                 | Teufelsküche                                                                         | Landschaftselement | Waldshut-Tiengen Gemarkung Tiengen                 | 47° 39′ 34,4″ N, 8° 6′ 17,5″ O  |      | Geologische Einheit: Granit Status: geschützt (Naturdenkmal Die Teufelsküche)                                                  |
| 4929                 | Hunnenloch-Felsen, auch Hühnerloch-Felsen                                            | Felsformation      | Wehr Gemarkung Öflingen                            | 47° 36′ 10,5″ N, 7° 56′ 9,3″ O  |      | Geologische Einheit: ? Status: geschützt (Naturdenkmal Hunnenlochfelsen)                                                       |
| 4930                 | Ehemalige Erzinger Lehmgrube                                                         | Aufschluss         | Klettgau Gemarkung Erzingen                        | 47° 38′ 31″ N, 8° 25′ 36,9″ O   |      | Geologische Einheit: ? Status: geschützt (Naturdenkmal Ehemalige Erzinger Lehmgrube)                                           |
| 4931                 | Aufg. Steinbruch, Albbruck                                                           | Aufschluss         | Albbruck                                           | 47° 35′ 39,5″ N, 8° 7′ 33,9″ O  |      | Geologische Einheit: Granit |
| 4932                 | Alpiner Findling bei Birkingen, Albbruck                                             | Findling           | Albbruck Gemarkung Birkingen                       | 47° 37′ 0,6″ N, 8° 9′ 27,9″ O   |      | Geologische Einheit: Quarzit                                                                                                   |
| 4933                 | Sandgrube am S-Hang des Birndorfer Friedhofhügels                                    | Aufschluss         | Albbruck Gemarkung Birndorf                        | 47° 37′ 18,4″ N, 8° 7′ 55,2″ O  |      | Geologische Einheit: Pleistozäne Kiese u. Sande                                                                                |
| 4934                 | Mühlsandsteingrube und aufgelassener Granitbruch, Albbruck                           | Aufschluss         | Albbruck Gemarkung Buch                            | 47° 37′ 47,1″ N, 8° 5′ 39,2″ O  |      | Geologische Einheit: Oberer Buntsandstein                                                                                      |
| 4935                 | Steinbruch am Köpfle ca. 2000 m NNW von Tiefenstein                                  | Aufschluss         | Albbruck Gemarkung Buch                            | 47° 37′ 49″ N, 8° 5′ 38,2″ O    |      | Geologische Einheit: Albtal-Granit und Lamprophyr                                                                              |
| 4936                 | Steinbruch an der Albtalstraße NE von Tiefenstein                                    | Aufschluss         | Albbruck Gemarkung Buch                            | 47° 37′ 50,1″ N, 8° 5′ 43″ O    |      | Geologische Einheit: Albtal-Granit                                                                                             |
| 4937                 | Teufelskanzel oberh. des Gasthauses Hohenfels E von Schachen                         | Felsformation      | Albbruck Gemarkung Buch                            | 47° 36′ 25″ N, 8° 6′ 35,2″ O    |      | Geologische Einheit: Gneis |
| 4938                 | Kiesgrube bei Schachen, Albbruck                                                     | Aufschluss         | Albbruck Gemarkung Schachen                        | 47° 36′ 35,3″ N, 8° 5′ 46,7″ O  |      | Geologische Einheit: Pleistozäne Kiese u. Sande                                                                                |
| 4939                 | Aufg. Steinbruch im Bantlisloch bei Wilflingen, Albbruck                             | Aufschluss         | Albbruck Gemarkung Unteralpfen                     | 47° 39′ 57,1″ N, 8° 6′ 45,5″ O  |      | Geologische Einheit: Hornblende                                                                                                |
| 4940                 | Aufg. Steinbruch, Mühlsteinbruch im Rotenstiel-Wald, Unteralpfen                     | Aufschluss         | Albbruck Gemarkung Unteralpfen                     | 47° 39′ 20,4″ N, 8° 7′ 3,8″ O   |      | Geologische Einheit: Oberer Buntsandstein                                                                                      |
| 4941                 | Wegaufschluss Grenze Buntsandstein/Albtal-Granit bei Unteralpfen, Albbruck           | Aufschluss         | Albbruck Gemarkung Unteralpfen                     | 47° 38′ 28,3″ N, 8° 6′ 29,3″ O  |      | Geologische Einheit: Grenze Oberer Buntsandstein Albtal-Granit                                                                 |
| 4942                 | Felsanschnitt am Bantlisloch                                                         | Aufschluss         | Albbruck Gemarkung Unteralpfen                     | 47° 40′ 4,6″ N, 8° 6′ 45,4″ O   |      | Geologische Einheit: Grenzbereich Albtal-Granit Amphibolit                                                                     |
| 4943                 | Scheffelfelsen, Bad Säckingen                                                        | Felsformation      | Bad Säckingen                                      | 47° 34′ 19,6″ N, 7° 56′ 15,3″ O |      | Geologische Einheit: Albtal-Granit                                                                                             |
| 4944                 | Silberhöhle, Bad Säckingen                                                           | Stollen            | Bad Säckingen                                      | 47° 34′ 15,5″ N, 7° 56′ 34,5″ O |      | Geologische Einheit: Hämatit                                                                                                   |
| 4945                 | Aufg. Steinbruch Hohenstich, Bad Säckingen                                           | Aufschluss         | Bad Säckingen                                      | 47° 34′ 4″ N, 7° 56′ 52″ O      |      | Geologische Einheit: Säckingen-Granit                                                                                          |
| 4946                 | Südwestflanke des Duttenbergs NNW von Bad Säckingen                                  | Landschaftselement | Bad Säckingen Gemarkung Wallbach                   | 47° 34′ 47,1″ N, 7° 55′ 8,7″ O  |      | Geologische Einheit: Rotliegend                                                                                                |
| 4947                 | Steinbruch Auf der Wacht, Bernau                                                     | Aufschluss         | Bernau im Schwarzwald                              | 47° 48′ 15,2″ N, 8° 0′ 18,8″ O  |      | Geologische Einheit: Schiefer                                                                                                  |
| 4948                 | Felsböschung der Forststraße Bernau-Krunkelbachhütte ca. 250 m SW der Hütte          | Aufschluss         | Bernau im Schwarzwald                              | 47° 49′ 42″ N, 8° 1′ 42,2″ O    |      | Geologische Einheit: Parametamorphit                                                                                           |
| 4949                 | Felsböschung der Forststraße Bernau-Krunkelbachhütte ca. 550 m S der Hütte           | Aufschluss         | Bernau im Schwarzwald                              | 47° 49′ 27,8″ N, 8° 1′ 42″ O    |      | Geologische Einheit: Natrium-Leptinit                                                                                          |
| 4950                 | Felsböschung SE vom Hirschenbühlköpfle ca. 900 m W von Bernau-Hof                    | Aufschluss         | Bernau im Schwarzwald                              | 47° 49′ 16,7″ N, 8° 0′ 10,9″ O  |      | Geologische Einheit: Paragneis                                                                                                 |
| 4951                 | Felsböschung am Waldrand ca. 400 m SW von Bernau-Hof                                 | Aufschluss         | Bernau im Schwarzwald                              | 47° 49′ 4,3″ N, 8° 0′ 44,8″ O   |      | Geologische Einheit: Parametamorphit                                                                                           |
| 4952                 | Felsböschung an der Straße Todtmoos-Bernau an der Passhöhe Rotes Kreuz               | Aufschluss         | Bernau im Schwarzwald                              | 47° 46′ 22,3″ N, 8° 1′ 13,3″ O  |      | Geologische Einheit: Albtal-Granit                                                                                             |
| 4953                 | Felsaufschlüsse am Lotenbach ca. 100 m N der Lotenbachbrücke                         | Aufschluss         | Bonndorf im Schwarzwald Gemarkung Gündelwangen     | 47° 50′ 5,2″ N, 8° 18′ 33,6″ O  |      | Geologische Einheit: Lenzkirch-Steina-Granit                                                                                   |
| 4954                 | Felsböschung E des Parkplatzes Lotenbachklamm an der B315 an der Abzweigung          | Aufschluss         | Bonndorf im Schwarzwald Gemarkung Gündelwangen     | 47° 50′ 4,9″ N, 8° 18′ 33,6″ O  |      | Geologische Einheit: Gneis |
| 4555                 | Aufg. Sandgrube, Dachsberg (Südschwarzwald)                                          | Aufschluss         | Dachsberg (Südschwarzwald) Gemarkung Urberg        | 47° 44′ 48,8″ N, 8° 5′ 51,6″ O  |      | Geologische Einheit: Pleistozäne Kiese u. Sande                                                                                |
| 4956                 | Strudellöcher im Albtal, Dachsberg (Südschwarzwald)                                  | Landschaftselement | Dachsberg (Südschwarzwald) Gemarkung Urberg        | 47° 44′ 35,2″ N, 8° 8′ 42,7″ O  |      | Geologische Einheit: St. Blasien-Granit und Granitporphyr                                                                      |
| 4957                 | Bildsteinfelsen, Dachsberg (Südschwarzwald)                                          | Felsformation      | Dachsberg (Südschwarzwald) Gemarkung Urberg        | 47° 43′ 29,8″ N, 8° 7′ 22,7″ O  |      | Geologische Einheit: St. Blasien-Granit                                                                                        |
| 4958                 | Urbache Säge (Ibacher Kluse) WSW von St. Blasien                                     | Landschaftselement | Dachsberg (Südschwarzwald) Gemarkung Urberg        | 47° 45′ 7″ N, 8° 5′ 59,4″ O     |      | Geologische Einheit: Pleistozäne Kiese u. Sande                                                                                |
| 4959                 | Teufelsküche bei Wilflingen, Dachsberg (Südschwarzwald)                              | Landschaftselement | Dachsberg (Südschwarzwald) Gemarkung Wilfingen     | 47° 39′ 38,8″ N, 8° 6′ 19,4″ O  |      | Geologische Einheit: Albtal-Granit                                                                                             |
| 4960                 | Aufg. Nickelerzgrube (Friedrich-August-Grube), Dachsberg (Südschwarzwald)            | Aufschluss         | Dachsberg (Südschwarzwald) Gemarkung Wittenschwand | 47° 44′ 11,6″ N, 8° 5′ 58,4″ O  |      | Geologische Einheit: Nickelerz                                                                                                 |
| 4961                 | Klosterweiher von Horbach, Dachsberg (Südschwarzwald)                                | Landschaftselement | Dachsberg (Südschwarzwald) Gemarkung Wittenschwand | 47° 44′ 5,6″ N, 8° 6′ 14,9″ O   |      | Geologische Einheit: ? |
| 4962                 | Strassenaufschluss zwischen Wolpadingen und Horbach, Dachsberg (Südschwarzwald)      | Aufschluss         | Dachsberg (Südschwarzwald) Gemarkung Wittenschwand | 47° 43′ 7,3″ N, 8° 6′ 11,1″ O   |      | Geologische Einheit: Gneis |
| 4963                 | Aufschluss an der Straße Innerfröhnd-Finsterlingen, Dachsberg (Südschwarzwald)       | Aufschluss         | Dachsberg (Südschwarzwald) Gemarkung Wolpadingen   | 47° 42′ 8,4″ N, 8° 4′ 57,7″ O   |      | Geologische Einheit: Albtal-Granit                                                                                             |
| 4964                 | Aufg. Steinbruch N der Dachsbergstraße am W-Rand von Wolpadingen                     | Aufschluss         | Dachsberg (Südschwarzwald) Gemarkung Wolpadingen   | 47° 41′ 59,3″ N, 8° 6′ 8,4″ O   |      | Geologische Einheit: Amphibolit                                                                                                |
| 4965                 | Aufschlüsse im Ölbach, Dettighofen                                                   | Aufschluss         | Dettighofen Gemarkung Baltersweil                  | 47° 38′ 36,9″ N, 8° 31′ 26,9″ O |      | Geologische Einheit: Wohlgeschichtete Kalk-Formation Lacunosamergel-Formation Untere Felsenkalk-Formation                      |
| 4966                 | Kapelle ca. 1000 m W von Baltersweil                                                 | Landschaftselement | Dettighofen Gemarkung Baltersweil                  | 47° 38′ 12,5″ N, 8° 29′ 53,2″ O |      | Geologische Einheit: Brackwassermolasse                                                                                        |
| 4967                 | Gruben und Pingen im Waldgebiet Eichholz bei Albführen                               | Grube              | Dettighofen                                        | 47° 38′ 34,9″ N, 8° 28′ 41,6″ O |      | Geologische Einheit: Bohnerz                                                                                                   |
| 4968                 | Sandgrube in den Erlenmatten, Dogern                                                 | Aufschluss         | Dogern                                             | 47° 37′ 23,9″ N, 8° 10′ 4″ O    |      | Geologische Einheit: Moränensande                                                                                              |
| 4969                 | Aufg. Mühlsandsteingrube im Liederbachtal, Waldshut-Tiengen                          | Aufschluss         | Dogern                                             | 47° 37′ 17,1″ N, 8° 10′ 55,8″ O |      | Geologische Einheit: Oberer Buntsandstein                                                                                      |
| 4970                 | Strassenböschung im Schürlebachtal, Dogern                                           | Aufschluss         | Dogern                                             | 47° 36′ 54,6″ N, 8° 9′ 50,1″ O  |      | Geologische Einheit: Deckgebirge über Grundgebirge                                                                             |
| 4971                 | Straßenböschung am Ausgang des Schürlebachtals am nördl. Ortsrand von Dogern         | Aufschluss         | Dogern                                             | 47° 36′ 43,3″ N, 8° 9′ 57,9″ O  |      | Geologische Einheit: Oberer Buntsandstein                                                                                      |
| 4972                 | Straßenböschung an der Straße Untermettingen-Eggingen NW von Eggingen                | Aufschluss         | Eggingen                                           | 47° 42′ 7,2″ N, 8° 22′ 59,4″ O  |      | Geologische Einheit: Unterer Muschelkalk                                                                                       |
| 4973                 | Krai-Woog-Gumpen, Görwihl                                                            | Kolk               | Görwihl Gemarkung Strittmatt                       | 47° 41′ 53,8″ N, 8° 2′ 56,2″ O  |      | Geologische Einheit: Albtal-Granit                                                                                             |
| 4974                 | Steinbruch am Schloßberg von Tiefenstein                                             | Aufschluss         | Görwihl Gemarkung Rüßwihl                          | 47° 37′ 35,9″ N, 8° 5′ 11,6″ O  |      | Geologische Einheit: Albtal-Granit                                                                                             |
| 4975                 | Felsgruppe im Gupfenwald, Grafenhausen                                               | Felsformation      | Grafenhausen                                       | 47° 46′ 43,7″ N, 8° 14′ 3,9″ O  |      | Geologische Einheit: St. Blasien-Granit                                                                                        |
| 4976                 | Mittelalterlicher Bergbaustollen im Beerholz, Grafenhausen                           | Stollen            | Grafenhausen                                       | 47° 45′ 25,2″ N, 8° 16′ 59,3″ O |      | Geologische Einheit: Bleiglanz                                                                                                 |
| 4977                 | Kiesgrube Grafenhausen.Balzhausen                                                    | Aufschluss         | Grafenhausen                                       | 47° 49′ 11,7″ N, 8° 14′ 1,7″ O  |      | Geologische Einheit: Paläoboden                                                                                                |
| 4978                 | Sägehalde Mettenberg, Grafenhausen                                                   | Stollen            | Grafenhausen Gemarkung Mettenberg                  | 47° 45′ 21″ N, 8° 16′ 57″ O     |      | Geologische Einheit: Bleiglanz                                                                                                 |
| 4979                 | Ehem. Bergbau Brenden-Silberberg                                                     | Stollen            | Grafenhausen Gemarkung Mettenberg                  | 47° 44′ 38,1″ N, 8° 14′ 3,8″ O  |      | Geologische Einheit: ? |
| 4980                 | Aufg. Bergwerkstollen im Mettmatal NE von Brenden                                    | Stollen            | Grafenhausen Gemarkung Mettenberg                  | 47° 44′ 18,7″ N, 8° 14′ 4,1″ O  |      | Geologische Einheit: ? |
| 4981                 | Aufg. Steinbruch NE von Häusern                                                      | Aufschluss         | Häusern                                            | 47° 45′ 24,4″ N, 8° 10′ 54,9″ O |      | Geologische Einheit: Granitporphyr                                                                                             |
| 4982                 | Goldenbühl ca. 400 m NW von Häusern                                                  | Landschaftselement | Häusern                                            | 47° 45′ 14,2″ N, 8° 9′ 47,3″ O  |      | Geologische Einheit: St. Blasien-Granit                                                                                        |
| 4983                 | Felsböschung an der B 500 Schluchsee-Häusern                                         | Aufschluss         | Häusern                                            | 47° 46′ 31,1″ N, 8° 10′ 54,3″ O |      | Geologische Einheit: Schluchsee-Granit                                                                                         |
| 4984                 | Felsböschung an der B 500 Schluchsee-Häusern ca. 1800 m NE von Häusern               | Aufschluss         | Häusern                                            | 47° 46′ 7,2″ N, 8° 10′ 57,1″ O  |      | Geologische Einheit: Granitporphyr                                                                                             |
| 4985                 | Straßenböschung der B 500 St. Blasien-Schluchsee ca. 1700 m NE von Häusern           | Aufschluss         | Häusern                                            | 47° 46′ 3,6″ N, 8° 10′ 57,2″ O  |      | Geologische Einheit: Übergang Schluchsee-Granit und Bärhalde-Granit                                                            |
| 4986                 | Felsen am Fußweg zum Scheibenfelsen an der Straße Häusern-Höchenschwand              | Aufschluss         | Häusern                                            | 47° 44′ 52″ N, 8° 9′ 59,7″ O    |      | Geologische Einheit: Lamprophyr                                                                                                |
| 4987                 | Sandgrube ca. 120 m NNW der Hetzlenmühle                                             | Aufschluss         | Herrischried                                       | 47° 39′ 16,1″ N, 8° 0′ 24,7″ O  |      | Geologische Einheit: Albtal-Granit                                                                                             |
| 4988                 | Straßenböschung beim Murgtalwirtshaus                                                | Aufschluss         | Herrischried Gemarkung Niedergebisbach             | 47° 38′ 17,2″ N, 8° 0′ 19,6″ O  |      | Geologische Einheit: Albtal-Granit                                                                                             |
| 4989                 | Aufg. Steinbruch ca. 2000 m N von Wehrhalden am Finsterhölzle-Weg                    | Aufschluss         | Herrischried Gemarkung Wehrhalden                  | 47° 42′ 52,2″ N, 8° 1′ 13,4″ O  |      | Geologische Einheit: Gneisanatexit                                                                                             |
| 4990                 | Aufgelassener Bergbau bei der Fohrenbachmühle, Höchenschwand                         | Stollen            | Höchenschwand Gemarkung Amrigschwand               | 47° 41′ 52,1″ N, 8° 11′ 50″ O   |      | Geologische Einheit: Bleiglanz /Kupferkies                                                                                     |
| 4991                 | Aufg. Bergbau Segalenbachtal, Höchenschwand                                          | Stollen            | Höchenschwand Gemarkung Amrigschwand               | 47° 42′ 6,3″ N, 8° 11′ 54,6″ O  |      | Geologische Einheit: Bleiglanz /Kupferkies                                                                                     |
| 4992                 | Kiesgrube Engrist, Hohentengen am Hochrhein                                          | Aufschluss         | Hohentengen am Hochrhein                           | 47° 34′ 43,6″ N, 8° 26′ 5,5″ O  |      | Geologische Einheit: Pleistozäne Schotter                                                                                      |
| 4993                 | Aufg. Steinbruch im Weilergraben SSW von Bergöschingen                               | Aufschluss         | Hohentengen am Hochrhein                           | 47° 35′ 3,2″ N, 8° 24′ 35,3″ O  |      | Geologische Einheit: Liegende Bankkalk-Formation                                                                               |
| 4994                 | Kleine Doline SE von Riedern am Sand                                                 | Doline             | Klettgau Gemarkung Bühl                            | 47° 37′ 6″ N, 8° 26′ 58,5″ O    |      | Geologische Einheit: Jura |
| 4995                 | Aufg. Tongrube ca. 750 m SW von Erzingen                                             | Aufschluss         | Klettgau Gemarkung Erzingen                        | 47° 39′ 24,6″ N, 8° 24′ 42,9″ O |      | Geologische Einheit: Opalinuston-Formation                                                                                     |
| 4996                 | Kiesgrube SW Geisslingen, Klettgau                                                   | Aufschluss         | Klettgau Gemarkung Geisslingen                     | 47° 36′ 58,1″ N, 8° 22′ 25,7″ O |      | Geologische Einheit: Pleistozäne Schotter                                                                                      |
| 4997                 | Waldwegböschung am SW-Hang des Kätzler ca. 1400 m SW von Riedern am Sand             | Aufschluss         | Klettgau Gemarkung Grießen                         | 47° 36′ 59,2″ N, 8° 25′ 49,7″ O |      | Geologische Einheit: Brackwassermolasse                                                                                        |
| 4998                 | Aufgelassene Sandgrube (Quarzwerk) SW von Riedern, Klettgau                          | Aufschluss         | Klettgau Gemarkung Riedern am Sand                 | 47° 37′ 14,2″ N, 8° 26′ 9,6″ O  |      | Geologische Einheit: Brackwassermolasse                                                                                        |
| 4999                 | Malmschuttgrube Hornbuck bei Riedern, Klettgau                                       | Aufschluss         | Klettgau Gemarkung Weisweil                        | 47° 37′ 48″ N, 8° 26′ 30,8″ O   |      | Geologische Einheit: Wohlgeschichtete Kalk-Formation                                                                           |
| 5000                 | Ruine Küssaburg, Küssaberg                                                           | Landschaftselement | Küssaberg Gemarkung Bechtersbohl                   | 47° 36′ 5,9″ N, 8° 21′ 9,7″ O   |      | Geologische Einheit: Wohlgeschichtete Kalk-Formation                                                                           |
| 5001                 | Aufschluss beim Gasthof Küssaburg                                                    | Aufschluss         | Küssaberg Gemarkung Bechtersbohl                   | 47° 36′ 6,4″ N, 8° 21′ 32,7″ O  |      | Geologische Einheit: Brekzienkalkstein                                                                                         |
| 5002                 | Aufg. Steinbruch im Berchenwald, Küssaberg                                           | Aufschluss         | Küssaberg Gemarkung Dangstetten                    | 47° 36′ 7,6″ N, 8° 19′ 28,7″ O  |      | Geologische Einheit: Ostreenkalk-Formation bis Dentalienton-Formation                                                          |
| 5003                 | Aufschluss im Wald wenig E von Kadelburg                                             | Aufschluss         | Küssaberg Gemarkung Dangstetten                    | 47° 36′ 35″ N, 8° 19′ 6,3″ O    |      | Geologische Einheit: Opalinuston-Formation bis Murchisonaeoolith-Formation                                                     |
| 5004                 | Aufg. Erzgruben im Schluchenbachtal, Küssaberg Erzkessel                             | Stollen            | Küssaberg Gemarkung Küßnach                        | 47° 35′ 36,3″ N, 8° 22′ 43,4″ O |      | Geologische Einheit: Bohnerz                                                                                                   |
| 5005                 | Wegböschungen (im Gewann Wüstrütte) NE von Küssaberg                                 | Aufschluss         | Küssaberg Gemarkung Küßnach                        | 47° 35′ 25,5″ N, 8° 23′ 20,4″ O |      | Geologische Einheit: Nagelfluh                                                                                                 |
| 5006                 | Kiesgrube Fa. Tröndle, Küssaberg                                                     | Aufschluss         | Küssaberg Gemarkung Rheinheim                      | 47° 35′ 23,7″ N, 8° 18′ 51,4″ O |      | Geologische Einheit: Pleistozäne Kiese u. Sande                                                                                |
| 5007                 | Aufg. städtische Kiesgrube, Lauchringen                                              | Aufschluss         | Lauchringen Gemarkung Unterlauchringen             | 47° 37′ 28,9″ N, 8° 17′ 52,3″ O |      | Geologische Einheit: Pleistozäne Kiese u. Sande                                                                                |
| 5008                 | Strudelkolke des Rheins bei Hauenstein, Laufenburg (Baden)                           | Kolke              | Laufenburg (Baden) Gemarkung Hauenstein            | 47° 34′ 55,9″ N, 8° 6′ 26,2″ O  |      | Geologische Einheit: Metatexit                                                                                                 |
| 5009                 | Felsaufschlüsse in Laufenburg an der Mündung des Hänner Wuhrs in den Hochrhein       | Aufschluss         | Laufenburg (Baden)                                 | 47° 33′ 52″ N, 8° 3′ 33,6″ O    |      | Geologische Einheit: Gneisanatexit                                                                                             |
| 5010                 | Kiesgrube Fa. Rehm, Lottstetten-Balm                                                 | Aufschluss         | Lottstetten                                        | 47° 37′ 56″ N, 8° 35′ 21″ O     |      | Geologische Einheit: Pleistozäne Kiese u. Sande                                                                                |
| 5011                 | Lamprophyrgang, Murg                                                                 | Aufschluss         | Murg Gemarkung Hänner                              | 47° 36′ 24,5″ N, 7° 59′ 48,7″ O |      | Geologische Einheit: Lamprophyr                                                                                                |
| 5012                 | Aufschluss beim Elendslöchle, Murg                                                   | Aufschluss         | Murg Gemarkung Hänner                              | 47° 36′ 11,9″ N, 8° 0′ 20,1″ O  |      | Geologische Einheit: Hauenstein-Granit                                                                                         |
| 5013                 | Aufg. Sandgrube an der Straße Bergalingen-Wehr                                       | Aufschluss         | Rickenbach Gemarkung Bergalingen                   | 47° 36′ 35,4″ N, 7° 56′ 30,3″ O |      | Geologische Einheit: Albtal-Granit                                                                                             |
| 5014                 | Sandgrube ca. 200 m N vom Schlösslehof                                               | Aufschluss         | Rickenbach Gemarkung Hottingen                     | 47° 37′ 29,7″ N, 8° 1′ 10,3″ O  |      | Geologische Einheit: Albtal-Granit                                                                                             |
| 5015                 | Steinbruch bei der Wickartsmühle, Rickenbach                                         | Aufschluss         | Rickenbach Gemarkung Willaringen                   | 47° 36′ 20,8″ N, 7° 59′ 24,8″ O |      | Geologische Einheit: Gneisanatexit                                                                                             |
| 5016                 | Wasserfall Strahlbrusch, Rickenbach                                                  | Wasserfall         | Rickenbach Gemarkung Willaringen                   | 47° 36′ 18″ N, 7° 59′ 41,2″ O   |      | Geologische Einheit: Gneis |
| 5017                 | Heidenwuhr                                                                           | Wuhr               | Rickenbach Gemarkung Willaringen                   | 47° 36′ 16,6″ N, 7° 57′ 42″ O   |      | Geologische Einheit: ? |
| 5018                 | Halde am Stutz, St. Blasien                                                          | Halde              | St. Blasien Gemarkung Immenreich                   | 47° 42′ 4,4″ N, 8° 7′ 32,7″ O   |      | Geologische Einheit: St. Blasien-Granit                                                                                        |
| 5019                 | Aufgelassener Steinbruch in einem Rundhöcker, St. Blasien-Menzenschwand              | Aufschluss         | St. Blasien Gemarkung Menzenschwand                | 47° 49′ 11,4″ N, 8° 3′ 54″ O    |      | Geologische Einheit: Bärhalde-Granit                                                                                           |
| 5020                 | Rundhöcker, St. Blasien-Menzenschwand                                                | Landschaftselement | St. Blasien Gemarkung Menzenschwand                | 47° 48′ 36,9″ N, 8° 4′ 17,2″ O  |      | Geologische Einheit: Bärhalde-Granit                                                                                           |
| 5021                 | Straßenböschung der Straße Menzenschwand-Schluchsee, ca. 400 m E von Menzenschwand   | Aufschluss         | St. Blasien Gemarkung Menzenschwand                | 47° 49′ 14,3″ N, 8° 4′ 27,6″ O  |      | Geologische Einheit: Übergang Schluchsee-Granit Bärhalde-Granit                                                                |
| 5022                 | Felswand am Albufer an der Albtalstraße bei der Niedinger Säge                       | Aufschluss         | St. Blasien Gemarkung Schlageten                   | 47° 43′ 4,4″ N, 8° 7′ 38″ O     |      | Geologische Einheit: Amphibolit                                                                                                |
| 5023                 | Felsböschung 100 m SE des Ortsrands von St. Blasien an der Straße nach Häusern       | Aufschluss         | St. Blasien                                        | 47° 45′ 30,8″ N, 8° 8′ 37″ O    |      | Geologische Einheit: Porphyr#Granitporphyr                                                                                     |
| 5024                 | Felsböschung an der Straße St. Blasien-Bernau in Höhe der Menzenschwander Kluse      | Aufschluss         | St. Blasien                                        | 47° 47′ 26,2″ N, 8° 5′ 12,3″ O  |      | Geologische Einheit: Bärhalde-Granit                                                                                           |
| 5025                 | Felsböschung der Straße St. Blasien-Bernau am S-Fuß des Heubergs                     | Aufschluss         | St. Blasien                                        | 47° 46′ 51,3″ N, 8° 6′ 6,7″ O   |      | Geologische Einheit: Bärhalde-Granit                                                                                           |
| 5026                 | Felsböschung 200 m SE des Ortsrands von St. Blasien an der Straße nach Häusern       | Aufschluss         | St. Blasien                                        | 47° 45′ 27,6″ N, 8° 8′ 38,5″ O  |      | Geologische Einheit: St. Blasien-Granit                                                                                        |
| 5027                 | Aufg. Kalktuffabbau, Rohrbachtal                                                     | Aufschluss         | Stühlingen Gemarkung Schwaningen                   | 47° 46′ 47,7″ N, 8° 26′ 34,6″ O |      | Geologische Einheit: Kalktuff                                                                                                  |
| 5028                 | Scheibenfelsen, Todtmoos                                                             | Felsformation      | Todtmoos                                           | 47° 44′ 36,8″ N, 7° 59′ 54,6″ O |      | Geologische Einheit: Serpentinit                                                                                               |
| 5029                 | Sägebachwasserfall, Todtmoos                                                         | Wasserfall         | Todtmoos                                           | 47° 43′ 4″ N, 7° 59′ 37,7″ O    |      | Geologische Einheit: Gneisanatexit                                                                                             |
| 5030                 | Strassenaufschluss zwischen Todtmoos und Oberibach, Todtmoos                         | Aufschluss         | Todtmoos                                           | 47° 44′ 36,3″ N, 8° 0′ 22″ O    |      | Geologische Einheit: Gneisanatexit                                                                                             |
| 5031                 | Felskuppe S unterh. des Gipfels des Hochkopfs SE von Präg                            | Felsformation      | Todtmoos                                           | 47° 46′ 0,2″ N, 7° 59′ 12,2″ O  |      | Geologische Einheit: Metagrauwacke                                                                                             |
| 5032                 | Felsige Straßenböschung S vom Wanderheim Hochkopfhaus                                | Aufschluss         | Todtmoos                                           | 47° 45′ 41,8″ N, 7° 58′ 36,5″ O |      | Geologische Einheit: Gneisanatexit                                                                                             |
| 5033                 | Felsböschung an der Straße Todtmoos-Präg ca. 560 m SE vom Hochkopfhaus               | Aufschluss         | Todtmoos                                           | 47° 45′ 34,2″ N, 7° 58′ 52,5″ O |      | Geologische Einheit: St. Blasien-Granit                                                                                        |
| 5034                 | Felsböschung am östl. Kirchberg-Abhang ca. 900 m N von Todtmoos                      | Aufschluss         | Todtmoos                                           | 47° 44′ 49,3″ N, 7° 59′ 48,6″ O |      | Geologische Einheit: Metabasite                                                                                                |
| 5035                 | Schwarzer Felsen ca. 600 m N von Vorder-Todtmoos                                     | Felsformation      | Todtmoos                                           | 47° 44′ 42″ N, 8° 0′ 2,2″ O     |      | Geologische Einheit: Serpentinit                                                                                               |
| 5036                 | Straßenanschnitt ca. 200 m N des Ortsrands von Todtmoos unterh. des Scheibenfelsens  | Aufschluss         | Todtmoos                                           | 47° 44′ 44,3″ N, 8° 0′ 7,9″ O   |      | Geologische Einheit: Gneisanatexit                                                                                             |
| 5037                 | Aufg. Bergbau Mettmaholz bei Brenden, Ühlingen-Birkendorf                            | Stollen            | Ühlingen-Birkendorf Gemarkung Brenden              | 47° 44′ 15,4″ N, 8° 13′ 59,8″ O |      | Geologische Einheit: Quarz |
| 5038                 | Aufg. Bergbau Gewann Erzgrube bei Brenden, Ühlingen-Birkendorf                       | Stollen            | Ühlingen-Birkendorf Gemarkung Brenden              | 47° 43′ 59,8″ N, 8° 13′ 54,8″ O |      | Geologische Einheit: Quarz |
| 5039                 | Straßenböschung an der Straße Untermettingen-Detzeln ca. 450 m SW von Untermettingen | Aufschluss         | Ühlingen-Birkendorf Gemarkung Untermettingen       | 47° 41′ 54″ N, 8° 20′ 11,7″ O   |      | Geologische Einheit: Gneisanatexit                                                                                             |
| 5040                 | Burghügel der Burg Gutenburg, Waldshut-Tiengen                                       | Landschaftselement | Waldshut-Tiengen Gemarkung Aichen                  | 47° 39′ 18,6″ N, 8° 15′ 1,2″ O  |      | Geologische Einheit: Granitporphyr                                                                                             |
| 5041                 | Alpine Erratika, Waldshut-Tiengen                                                    | Landschaftselement | Waldshut-Tiengen Gemarkung Tiengen                 | 47° 39′ 3,3″ N, 8° 16′ 28,6″ O  |      | Geologische Einheit: Granit |
| 5042                 | Schluchtstrecke im unteren Steinatal, Waldshut-Tiengen                               | Landschaftselement | Waldshut-Tiengen Gemarkung Tiengen                 | 47° 38′ 15″ N, 8° 18′ 4,6″ O    |      | Geologische Einheit: Mittlerer Muschelkalk und Oberer Muschelkalk                                                              |
| 5043                 | Wutachlauffen, Waldshut-Tiengen                                                      | Landschaftselement | Waldshut-Tiengen Gemarkung Tiengen                 | 47° 37′ 53,1″ N, 8° 17′ 32,8″ O |      | Geologische Einheit: Oberer Muschelkalk                                                                                        |
| 5044                 | Aufg. Mühlsandsteingrube Seltenbachtal, Waldshut-Tiengen                             | Stollen            | Waldshut-Tiengen Gemarkung Waldshut                | 47° 38′ 5,7″ N, 8° 12′ 29,9″ O  |      | Geologische Einheit: Oberer Buntsandstein                                                                                      |
| 5045                 | Aarberg E von Waldshut                                                               | Landschaftselement | Waldshut-Tiengen Gemarkung Waldshut                | 47° 37′ 14,3″ N, 8° 13′ 31,5″ O |      | Geologische Einheit: Nagelfluh                                                                                                 |
| 5046                 | Schindelhalde                                                                        | Aufschluss         | Wehr                                               | 47° 38′ 45,9″ N, 7° 55′ 20,1″ O |      | Geologische Einheit: Paragneis                                                                                                 |
| 5047                 | Findling Langer Stein bei Nöggenschwiel, Weilheim                                    | Findling           | Weilheim Gemarkung Nöggenschwiel                   | 47° 40′ 53,3″ N, 8° 12′ 14,4″ O |      | Geologische Einheit: Buntsandstein                                                                                             |
| 5048                 | Aufg. Gipsbruch Wutachmühle, Wutach                                                  | Aufschluss         | Wutach Gemarkung Ewattingen                        | 47° 50′ 48,4″ N, 8° 26′ 48,9″ O |      | Geologische Einheit: Gipskeuper                                                                                                |
| 5049                 | Rutschung und Bachriss 1250 m talab von der Wutachmühle                              | Landschaftselement | Wutach Gemarkung Ewattingen                        | 47° 50′ 43,2″ N, 8° 27′ 57,2″ O |      | Geologische Einheit: Mittlerer Keuper                                                                                          |
| 5050                 | Kalktuffbruch Rohrbachtal bei Lembach, Wutach                                        | Aufschluss         | Wutach Gemarkung Lembach                           | 47° 47′ 10,7″ N, 8° 26′ 30,1″ O |      | Geologische Einheit: Kalktuff                                                                                                  |
| 5051                 | Strassenaufschluss an den Fluhhalden NE von Wutöschingen-Degernau                    | Aufschluss         | Wutöschingen Gemarkung Degernau                    | 47° 40′ 9,2″ N, 8° 22′ 33″ O    |      | Geologische Einheit: Grenzbereich Mittlerer Muschelkalk Oberer Muschelkalk                                                     |
| 5052                 | Megalithgrab und Menhir, Wutöschingen-Degernau                                       | Landschaftselement | Wutöschingen Gemarkung Degernau                    | 47° 39′ 54,7″ N, 8° 23′ 38,3″ O |      | Geologische Einheit: Oberer Muschelkalk                                                                                        |
| 5053                 | Aufg. Gipsbergwerk bei Degernau                                                      | Aufschluss         | Wutöschingen Gemarkung Degernau                    | 47° 40′ 0,4″ N, 8° 23′ 22,9″ O  |      | Geologische Einheit: Gipskeuper                                                                                                |